# Christl Hager
Christl Hager (1972) è un'ex sciatrice alpina statunitense.

## Biografia
La Hager debuttò in campo internazionale in occasione dei Mondiali juniores di Zinal 1990; in Coppa del Mondo disputò due gare, lo slalom gigante e lo slalom speciale di Park City del 26 e 27 febbraio 1994, senza portarle a termine, mentre in Nor-Am Cup prese per l'ultima volta il via il 4 gennaio 1995 a Sugarloaf in slalom gigante (6ª). Si ritirò al termine della stagione 1996-1997 e la sua ultima gara fu uno slalom gigante FIS disputato l'8 aprile a Mammoth Mountain; non prese parte a rassegne olimpiche o iridate.

## Palmarès

### Campionati statunitensi
- 1 medaglia (dati dalla stagione 1994-1995):
  - 1 bronzo (slalom gigante nel 1995)